# 大木淳吉
大木 淳吉（おおき じゅんきち、1940年11月23日 - 1996年12月13日
）は、日本の映画監督。別名：大木 淳。法政大学経済学部卒。

## 人物
1964年、サンケイ映画社でのドキュメンタリーなどを経て円谷特技プロダクションに入社。円谷英二に師事し、『ウルトラQ』で本編班演出部助監督と『マグマ大使』で特撮助監督、『ウルトラマン』で特撮班助監督を手掛け、『快獣ブースカ』で特殊技術デビュー。
実相寺昭雄とコンビを組むことが多く（『無常』『曼陀羅』などでは助監督にもついている）、デビュー作の『ウルトラセブン』第8話「狙われた街」、現在欠番作品となった第12話「遊星より愛をこめて」のほか、映画『帝都物語』（1988年、東宝）のビジュアルスーパーバイザー、『ウルトラQ ザ・ムービー 星の伝説』の特技監督を手がけた。没後も『ウルトラマンティガ』の実相寺昭雄の監督作品（37話、40話のみ。株式会社コダイ制作分）にプロデューサーとしてクレジットされている。実相寺担当の2話は大木の弔い合戦として制作されたものである。
『帰ってきたウルトラマン』第32話「落日の決闘」では本編監督も兼任した。これ以降、本編監督としての参加もふえ、『ミラーマン』『ファイヤーマン』『ジャンボーグA』『ウルトラマンレオ』では、特撮監督は担当せず、本編のみを監督していることも多い。とくに『ファイヤーマン』は1〜2話や重要な話の演出を手がけ、実質的なメイン監督だった。本編監督をつとめた場合は、実相寺昭雄の影響をうけた前衛的な映像が多いが、もともと特技監督としても色彩を駆使した幻想的な絵作りが得意だった。『ジャンボーグA』では本編の監督として最終回の演出も手がけた（特撮監督は佐川和夫、吉村善之）。
なお、本名は大木淳吉だが、『帝都物語』以前は大木淳名義で参加しており、こちらの名前での活動期間のほうが長い。大木淳というペンネームを使用していた理由は、円谷プロダクションでの満田かずほの薦めによるものだという。
プロデューサーに転向していた時期もある。プロデューサーとして『恐竜探険隊ボーンフリー』（プロデューサー補）、『恐竜大戦争アイゼンボーグ』、『恐竜戦隊コセイドン』、『ぼくら野球探偵団』を手がけた。このうち『恐竜探険隊ボーンフリー』『恐竜大戦争アイゼンボーグ』では自ら監督をした作品もある。その後は円谷プロダクション制作の2時間ドラマのプロデューサーも手がけた。
1996年12月13日に肺がんのため、56歳で逝去した。

## 主な参加作品
- ヒップで勝負（1965年） - 助監督
- ウルトラシリーズ
  - ウルトラQ（1966年） - 助監督
  - ウルトラマン（1966年 -1967年） - 助監督
  - ウルトラセブン（1967年 - 1968年） - 特撮監督
  - 帰ってきたウルトラマン（1971年 - 1972年） - 特撮監督、本編監督
  - ウルトラマンタロウ（1973年 - 1974年） - 特撮監督
  - ウルトラマンレオ（1974年 - 1975年） - 特撮監督、本編監督
  - ウルトラマンをつくった男たち 星の林に月の舟（1989年） - SFXスーパーバイザー
  - ウルトラQ ザ・ムービー 星の伝説（1990年） - 特撮監督
  - ウルトラマンティガ（1997年　37話、40話のみ） - コダイ プロデューサー
- 快獣ブースカ（1966年 - 1967年） - 特殊技術
- マグマ大使（1966年 - 1967年） - 助監督
- マイティジャック（1968年） - 特撮監督
- 戦え! マイティジャック（1968年） - 特技監督
- 怪奇大作戦（1968年 - 1969年） - 特撮監督
- チビラくん（1970年 - 1971年） - 監督
- 無常（1970年） - 助監督
- シルバー仮面（1971年 - 1972年） - 監督補、本編監督、特撮監督
- ミラーマン（1971年 - 1972年） - 特撮監督、本編監督
- 怪獣大奮戦 ダイゴロウ対ゴリアス（1972年） - 特殊技術
- ファイヤーマン（1973年） - 本編監督、特撮監督
- ジャンボーグA（1973年） - 特撮監督、本編監督
- 円谷恐竜三部作
  - 恐竜探険隊ボーンフリー（1976年 - 1977年） - プロデューサー補、監督
  - 恐竜大戦争アイゼンボーグ（1977年 - 1978年） - プロデューサー、監督
  - 恐竜戦隊コセイドン（1978年 - 1979年） - プロデューサー
- ぼくら野球探偵団（1980年） - プロデューサー
- 帝都物語（1988年） - ビジュアルスーパーバイザー
- 丹波哲郎の大霊界 死んだらどうなる（1989年） - ビジュアルエフェクトスーパーバイザー
- ほしをつぐもの（1990年） - 特撮スーパーバイザー
- 実相寺昭雄の不思議館1（1992年） - オリジナルビデオ作品・監督
- D坂の殺人事件（1998年） - プロデューサー